# 디큐브시티 아파트
디큐브시티 아파트(영어: D-CUBE CITY APARTMENTS)는 대한민국 서울특별시 구로구 신도림동에 위치한 주상복합 아파트다. 2007년에 착공하여 2011년에 완공하였고 6월에 입주가 시작되었다. 주변에는 디큐브시티 현대백화점 ,사무실 빌딩이 있다.

## 역사
일반상업지역(특별계획구역)에 지어질 디큐브시티가 2007년 7월 20일 분양이 완료되었다. 같은 해 착공하여 2011년에 완공하였고 같은 해 6월 입주가 시작되었다. 7월 사용이 승인되었다.

## 구성
| 동 명칭 | 층수 | 높이 | 용도     |
| ------- | ---- | ---- | -------- |
| A동     | 51층 | 183m | 주거시설 |
| B동     | 51층 | 183m | 주거시설 |

## 높이
주변 건물인 디큐브시티의 층수는 41층, 높이는 190m이고 총 2개동으로 구성된 디큐브시티 아파트의 층수는 51층, 높이는 183m이다. 디큐브시티(51층, 183m)는 서울 구로구에서 가장 높은 오피스 빌딩이고 디큐브시티 아파트는 A동과 B동으로 구성되어 있고 서울 구로구에서 가장 높은 아파트다. 완공 후 센터포인트 웨스트(40층, 182m)보다 높은 건물이 되었다. 구로구에서 가장 높았던 건물인 센터포인트 웨스트(40층, 182m)는 서무동이고 판매동이 있다.

## 특징
디큐브시티와 관련되어 있는 2개동의 아파트가 있다. 30층에 위치한 스카이브릿지은 A동과 B동 연결통로고 시설에는 피트니스센터 등이 있다. 20평대 부터 90평대의 펜트하우스로 구성되어있다.  난방방식은 지역난방, 열병합이다.
단지내 현대 백화점 디큐브시티 점에는 100개 여개 업체 입점, 월드푸드 투어 컨셉으로 운영, 스위트 캐슬(Sweet Castle)관, 테마 누들관 (누들로드, 냉면), 월드스트릿푸드, 스쿨푸드, 향토음식, 계절특화음식, 한식 특화 푸드코트, 라이브 키친 스튜디오, HMR, 일본수출 레토르트 판매 등이 있다.

## 갤러리

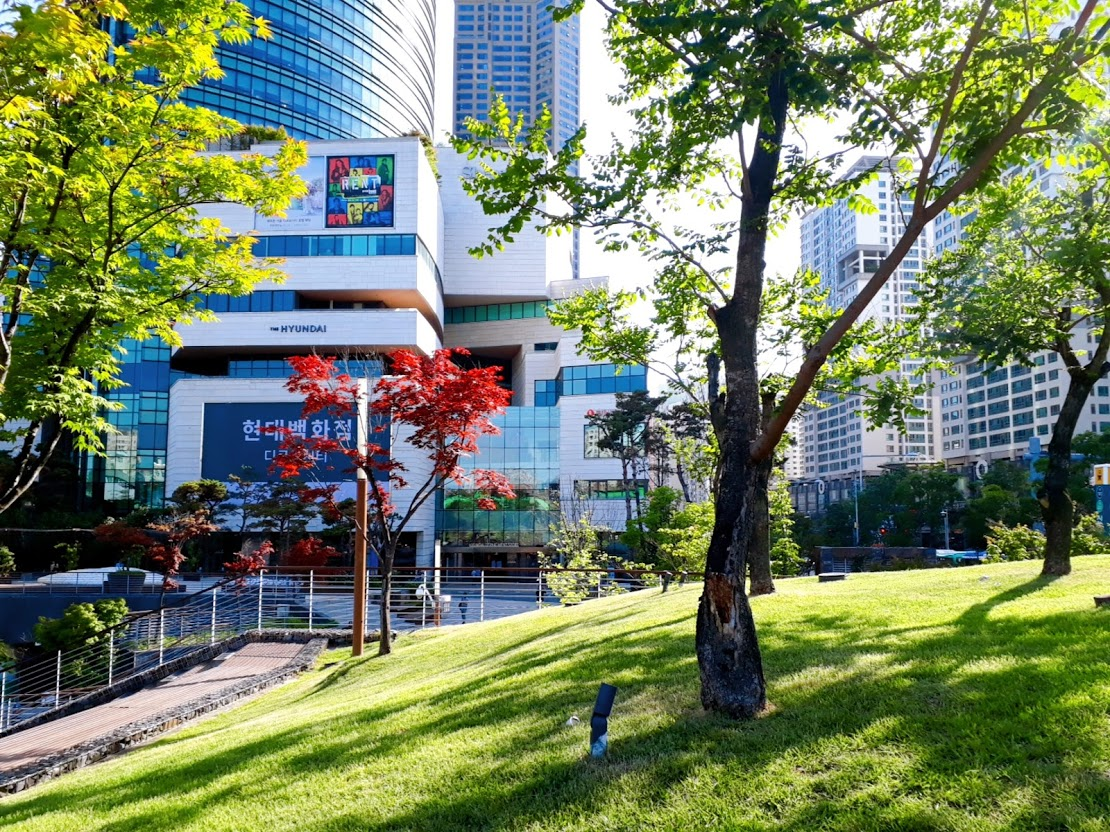
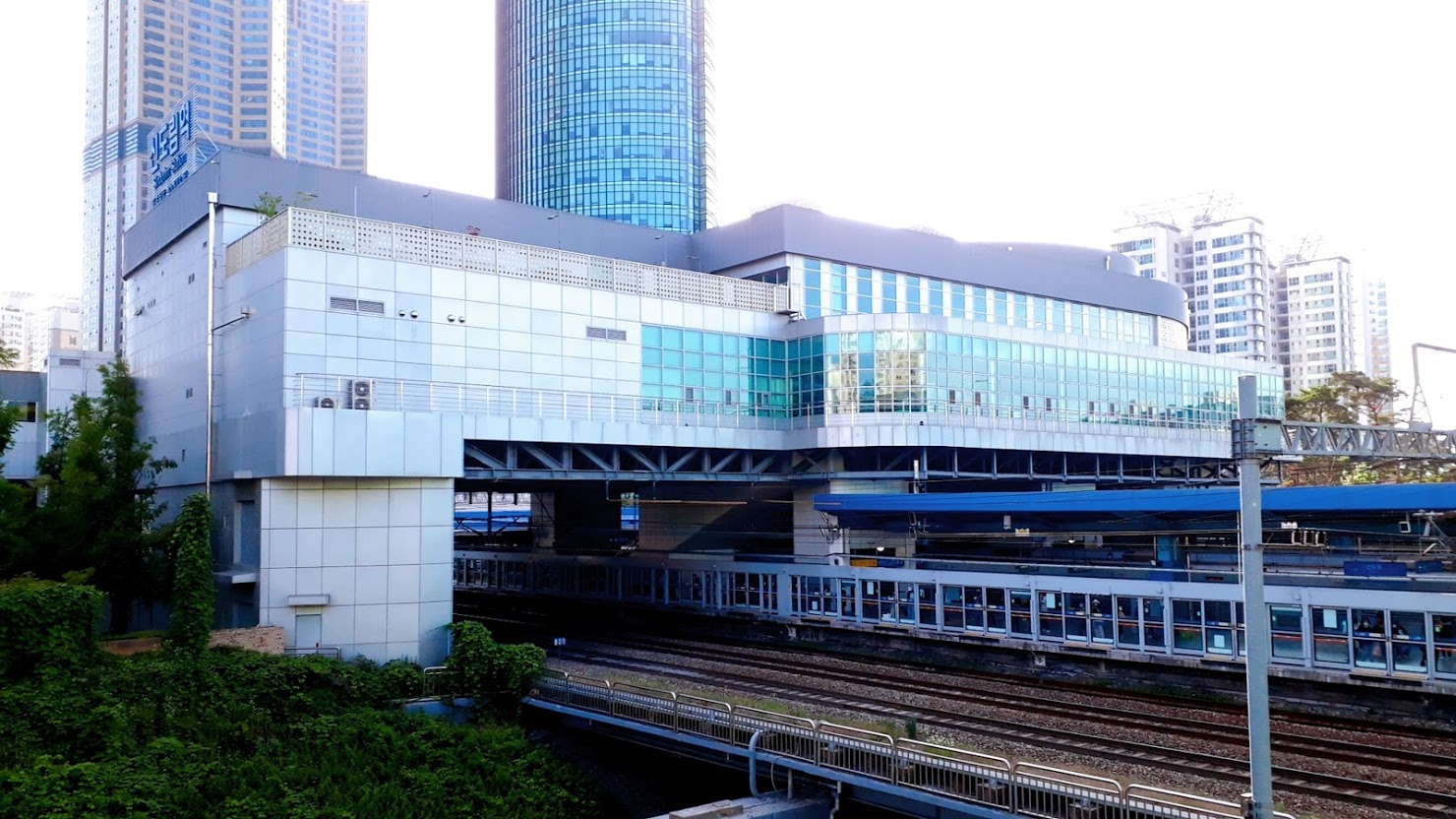
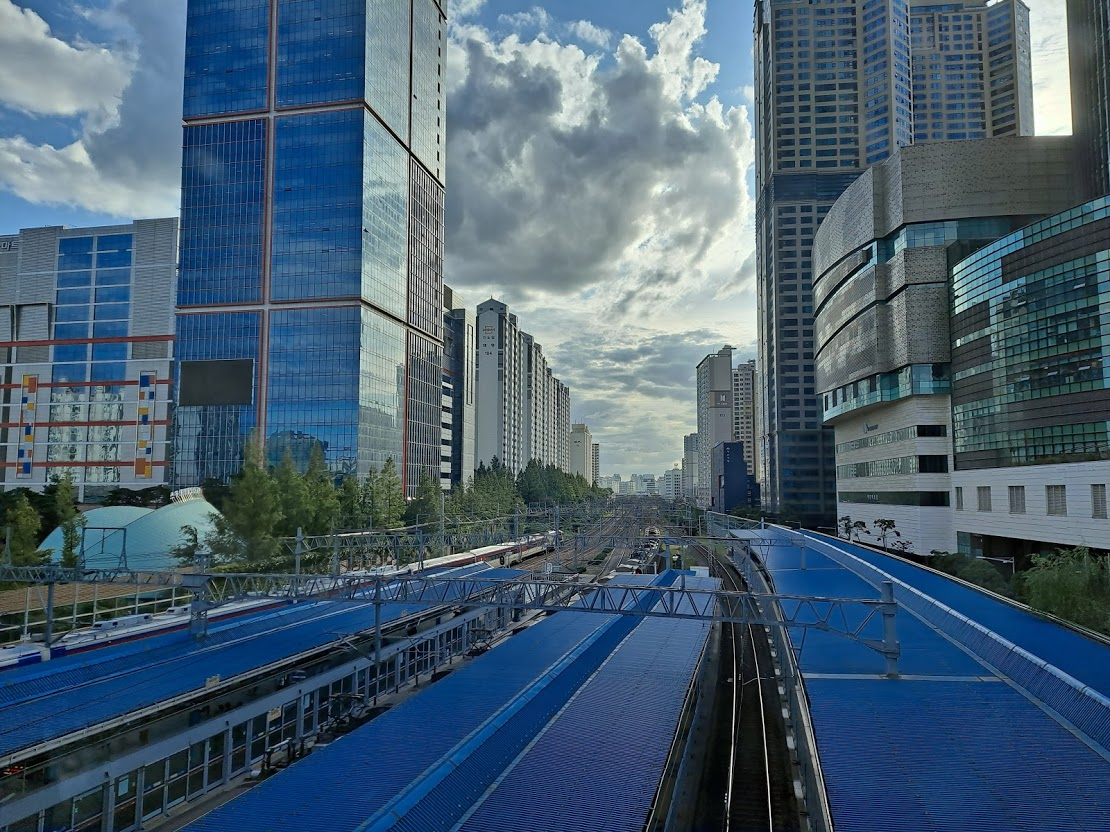

## 내부 시설
디큐브시티의 아파트가 입주되어 있다.
| 층수                | 용도                                         |
| ------------------- | -------------------------------------------- |
| 32층 ~ 51층         | 아파트                                       |
| 30층 ~31층          | 스카이브릿지, 피트니스센터,사우나,독서실, 등 |
| 3층 ~ 29층          | 아파트                                       |
| 1 ~2층              | 로비                                         |
| 지하 7층 ~ 지하 1층 | 지하주차장                                   |

## 주위 시설
- ● 수도권 전철 1호선 및 ● 서울 지하철 2호선 신도림역
- 신도림 테크노마트

## 같이 보기
- 디큐브시티
- 난바 파크스 (오사카)
- 커낼시티 하카타 (후쿠오카)
- 리버워크 기타큐슈 (후쿠오카)
- 롯폰기 힐스 (도쿄)
- 대한민국의 마천루 목록
- 서울특별시의 마천루 목록